# Dow Tennis Classic 2024
Il Dow Tennis Classic 2024 è stato un torneo femminile di tennis giocato sul cemento indoor. È stata la 31ª edizione del torneo, facente parte della categoria WTA 125 nell'ambito del WTA Challenger Tour 2024. Si è giocato al Greater Midland Tennis Center di Midland negli Stati Uniti d'America dal 4 al 10 novembre 2024.

## Partecipanti al singolare

### Teste di serie
| Nazionalità | Giocatrice         | Ranking* | Testa di serie |
| ----------- | ------------------ | -------- | -------------- |
| Messico     | Renata Zarazúa     | 62       | 1              |
| Germania    | Tatjana Maria      | 98       | 2              |
| Stati Uniti | Alycia Parks       | 109      | 3              |
| Australia   | Maya Joint         | 110      | 4              |
| Stati Uniti | Ann Li             | 111      | 5              |
| Canada      | Rebecca Marino     | 114      | 6              |
| Canada      | Marina Stakusic    | 116      | 7              |
| Ucraina     | Lesja Curenko      | 122      | 8              |
|             | Polina Kudermetova | 133      | 9              |

* Ranking al 28 ottobre 2024.

### Altre partecipanti
Le seguenti giocatrici hanno ricevuto una wild card per il tabellone principale:
- Lauren Davis
- Caty McNally
- Karina Miller
- Katrina Scott

La seguente giocatrice è entrata in tabellone utilizzando il ranking protetto:
- Alina Korneeva

Le seguenti giocatrici sono passate dalle qualificazioni:
- Robin Anderson
- Emily Appleton
- Haruka Kaji
- Whitney Osuigwe

Le seguenti giocatrici sono entrate in tabellone come lucky loser:
- Leonie Küng
- Jamie Loeb

### Ritiri
Prima del torneo
- Zeynep Sönmez → sostituita da  Jamie Loeb
- Renata Zarazúa → sostituita da  Leonie Küng

## Partecipanti al doppio

### Teste di serie
| Nazione     | Giocatrice      | Nazione     | Giocatrice         | Ranking* | Testa di serie |
| ----------- | --------------- | ----------- | ------------------ | -------- | -------------- |
| Polonia     | Katarzyna Kawa  | Stati Uniti | Sabrina Santamaria | 174      | 1              |
| Regno Unito | Emily Appleton  | Regno Unito | Maia Lumsden       | 178      | 2              |
| Stati Uniti | Hailey Baptiste | Stati Uniti | Whitney Osuigwe    | 213      | 3              |
| Stati Uniti | Carmen Corley   | Stati Uniti | Quinn Gleason      | 223      | 4              |

* Ranking al 28 ottobre 2024.

### Altre partecipanti
La seguente coppia di giocatrici ha ricevuto una wild card per il tabellone principale:
- Elizabeth Coleman /  Karina Miller

## Campionesse

### Singolare
Rebecca Marino ha sconfitto in finale  Alycia Parks con il punteggio di 6-2, 6-1.

### Doppio
Emily Appleton /  Maia Lumsden hanno sconfitto in finale  Ariana Arseneault /  Mia Kupres con il punteggio di 6-2, 4-6, [10-5].